# Флаг Паланы
Флаг муниципального образования городской округ «посёлок Пала́на» Камчатского края Российской Федерации — опознавательно-правовой знак, служащий официальным символом муниципального образования.
Флаг утверждён 17 сентября 2007 года, в Государственный геральдический регистр Российской Федерации не внесён.

## Описание
Описание флага, утверждённое решением Совета депутатов городского округа «посёлок Палана» от 14 апреля 2011 года № 02/05, гласит:
«Флаг городского округа „посёлок Палана“ представляет собой прямоугольное полотнище с отношением ширины к длине 2:3 несущее изображение серебристого оленя с золотыми копытами и рогами в центре из герба городского округа „посёлок Палана“.
Полотнище флага разбито на три части:
по вертикали полотнище разбито на две равные части, из которых слева полоса состоит из червлёного цвета, справа имеет лазоревый цвет.
Снизу полотнище разбито по горизонтали на 1/5 высоты полотнища по всей ширине. Нижняя четверть полотнища — полоса светло-серого цвета».

## Символика
Олень олицетворяет одно из основных направлений деятельности коренного населения территории — оленеводство и, кроме того, отсылает к символике Корякского автономного округа, административным центром которого являлась Палана.
Красный цвет — цвет жизни, милосердия и любви, символизирует мужество, силу, огонь камчатских недр, красоту, здоровье.
Лазоревый цвет (сине-голубой) символизирует величие, красоту; это — цвет неба и воды (рек, озёр, которыми богаты окрестности Паланы).
Серебряный цвет — символ чистоты, добра, справедливости, благородства, светлых помыслов и намерений, цвет белых снегов.
Золотой цвет — символ могущества, богатства, надежды и солнечного света, указывает на богатство недр.